# Trương Tấn (diễn viên)
Trương Tấn (sinh ngày 19 tháng 5 năm 1974) là nam diễn viên, ngôi sao võ thuật và là cựu vận động viên wushu người Hồng Kông. 
Anh kết hôn với Á hậu Hong Kong, nữ diễn viên hàng đầu TVB Thái Thiếu Phân vào năm 2008. Công việc của anh thường bị lu mờ bởi sự nổi tiếng của vợ. Mãi cho đến khi anh có màn thể hiện xuất sắc trong phim Nhất Đại Tông Sư của Vương Gia Vệ vào năm 2013, anh giành giải Nam diễn viên phụ xuất sắc nhất tại Giải thưởng Điện ảnh Hồng Kông lần thứ 33, anh bắt đầu được khán giả đại chúng quan tâm.

## Sự nghiệp
Trương Tấn bắt đầu sự nghiệp của mình với tư cách là một diễn viên đóng thế, đặc biệt là trong Ngọa hổ tàng long (2000) anh đóng thế kép cho Chương Tử Di và Dương Tử Quỳnh. Sau này Trương Tấn còn hợp tác cùng Chương Tử Di với tư cách là diễn viên màn ảnh trong phim My Lucky Star (2013) và Nhất đại tông sư (2013). Anh cũng đã đóng vai chính trong một số bộ phim như Hoàng Phi Hồng: bí ẩn một huyền thoại năm 2014, Sát Phá Lang 2 năm 2015, Cuồng Thú năm 2017, Diệp Vấn ngoại truyện: Trương Thiên Chí năm 2018. Anh vào vai người quản giáo nhà tù phản diện trong phim Sát Phá Lang 2 của đạo diễn Trịnh Bảo Thụy trước khi đối mặt với Chân Tử Đan vai “Diệp Vấn” trong cuộc thách đấu đỉnh cao trong phim Diệp Vấn 3, bộ phim đã tạo ra loạt phim phụ dưới sự chỉ đạo của thầy võ thuật Viên Hoà Bình.
Anh còn có tên trong dàn cast của phim hành động của Mỹ Kế hoạch đào tẩu 3: Giải cứu năm 2019. Anh ấy cũng xuất hiện với một vai nhỏ trong Pacific Rim: Trỗi dậy (2018).

## Đời tư
Ngày 12 tháng 1 năm 2008, Trương Tấn kết hôn với Thái Thiếu Phân, một nữ diễn viên nổi tiếng Hồng Kông, cả hai đều là theo đạo Tin lành. Họ có hai con gái, Zoe và Chloe. Vào ngày 15 tháng 11 năm 2019, họ có thêm một cậu con trai có biệt danh là "Le Er".

## Phim ảnh
| Năm  | Tiêu đề tiếng anh                       | Tiêu đề ban đầu        | Vai diễn                               | Ghi chú                            |
| ---- | --------------------------------------- | ---------------------- | -------------------------------------- | ---------------------------------- |
| 2000 | Ngọa hổ tàng long                       | 臥虎藏龍               |                                        | Người đóng thế                     |
| 2001 | Trung Hoa trượng phu                    |                        |                                        |                                    |
| 2002 | Anh hùng                                |                        |                                        |                                    |
| 2002 | Đoạt bảo anh hùng                       |                        |                                        |                                    |
| 2006 | Thiếu Lâm bắt ma (phần 2)               |                        |                                        |                                    |
| 2012 | Săn tiền thưởng                         | 懸賞                   | Yip On                                 |                                    |
| 2013 | Nhất Đại Tông Sư                        | 一代 宗師              | Mã Tam                                 |                                    |
| 2013 | Phi thường hành vận                     | 非常 幸運              |                                        |                                    |
| 2014 | Thần bài Ma Cao                         | 賭城 風雲              | Vệ sĩ / sát thủ của DOA                |                                    |
| 2014 | Hoàng Phi Hồng: bí ẩn một huyền thoại   | 黃飛鴻 之 英雄 有 夢   | Wu Long                                |                                    |
| 2015 | Sát Phá Lang II                         | 殺 破 狼 2             | Tham Lang Tinh - Cao Tấn (Ngục trưởng) |                                    |
| 2015 | Diệp Vấn 3                              | 葉 問 3                | Trương Thiên Chí                       |                                    |
| 2017 | Cuồng Thú                               | 狂 獸                  | Tây Cẩu / Sai Gau                      |                                    |
| 2017 | The Fixer                               |                        |                                        |                                    |
| 2018 | Pacific Rim: Trỗi dậy                   | —                      | Nguyên soái Quan Chenglei              | Lần đầu xuất hiên trên Phim Mỹ     |
| 2018 | Diệp Vấn ngoại truyện: Trương Thiên Chí | 葉 問 外傳 ： 張 天 志 | Trương Thiên Chí                       |                                    |
| 2019 | Kế hoạch đào tẩu 3: Giải cứu            | —                      | Shen Lo                                | Lần thứ hai xuất hiện trên phim Mỹ |
| 2019 | Cửu Long bất bại                        | 九龍 不敗              | Cửu Long                               |                                    |
| TBA  | Assassins and the Missing Gold          |                        |                                        |                                    |
| TBA  | Sự nghiệp như một lính đánh thuê        |                        |                                        |                                    |
| TBA  | Dịch vụ loại bỏ Châu Á Thái Bình Dương  |                        |                                        |                                    |
| TBA  | Sát Phá Lang III: Lang                  |                        |                                        |                                    |